# Kristi Fødsel-trækirken i Zjovkva, Ukraine
Kristi Fødsel-trækirken for den hellige sankt Maria er en sakral bygning af træ i den nordvestlige del af byen Zjovkva i Lviv oblast i Ukraine. Den er opført i Ukraines register over arkitektoniske monumenter af national betydning under nummer 395.

## Beskrivelse
Trækirken blev bygget i overensstemmelse med traditionerne i folkearkitekturen på den galiciske skole. Det er en tre-rums kirke, der måler 15,7 m x 6,4 m. Kirkeskibet er i størrelse og højde meget højere end sidebygningerne. På den sydlige side af skibet er en sideindgang til kirken. Kirkens centrale del dækkes af et ottekantet tag. Toppen af taget afsluttes med en lanterne og makhivka (dekorativ færdiggørelse) toppet med et kors. Babinettet (en af de tre dele af det tre-rums kirke, hvor kvinder kunne stå under gudstjenesten) er dækket med et skråt tag, og alterrummet med skråt tag. Omkring kirkens yderside er brede halvtag. Korets empore (pulpitur) er placeret i den centrale bygning, adskilt fra verandaen med en bue. I det indre er der en udskåret barok ikonostase (billedvæg).

## Historie
Kirken blev bygget i 1705 på stedet for en gammel trækirke i Vinnytsja, en forstad til Zjovkva. Kirken blev bygget på initiativ af sognepræsten Joseph Kirnitsky med støtte fra lokale sogneboere. Byggeriet blev udført af en tømrer Kunash, hvilet fremgår af en indskrift på koret. I årene 1708-1710 dukkede en barok ikonostase op i templet med ikoner fra Zhovkva maleriskole, som Ivan Rutkovichs atelier havde udført. Sankt Basil den Store-ordenen fra Zjovkva tog sig af kirken.
Under sovjettiden blev kirken lukket. I 1993-1994 blev kirken restaureret på bekostning af Zjovkvas Kloster for Sankt Basil. I løbet af 1995-1996 blev ikonostasen gendannet. I dag bruges kirken af den lokale menighed i Ukraines græsk-katolske Kirke.

## Klokketårnet
I 1715 blev der opført et to-etagers træklokketårn ved siden af kirken, der stod indtil 1990'erne. Under restaureringen af kirken blev klokketårnet erstattet med et nyt med tre klokker. Bygningen blev bygget i form af træsøjler, der stod på en piedestal af sten. Klokketårnet er dækket af små pyramideformede tag af bjælkeplader.